# Weinmannia chryseis
Weinmannia chryseis är en tvåhjärtbladig växtart som beskrevs av Friedrich Ludwig Diels. Weinmannia chryseis ingår i släktet Weinmannia och familjen Cunoniaceae. Inga underarter finns listade i Catalogue of Life.